# Chichicastenango

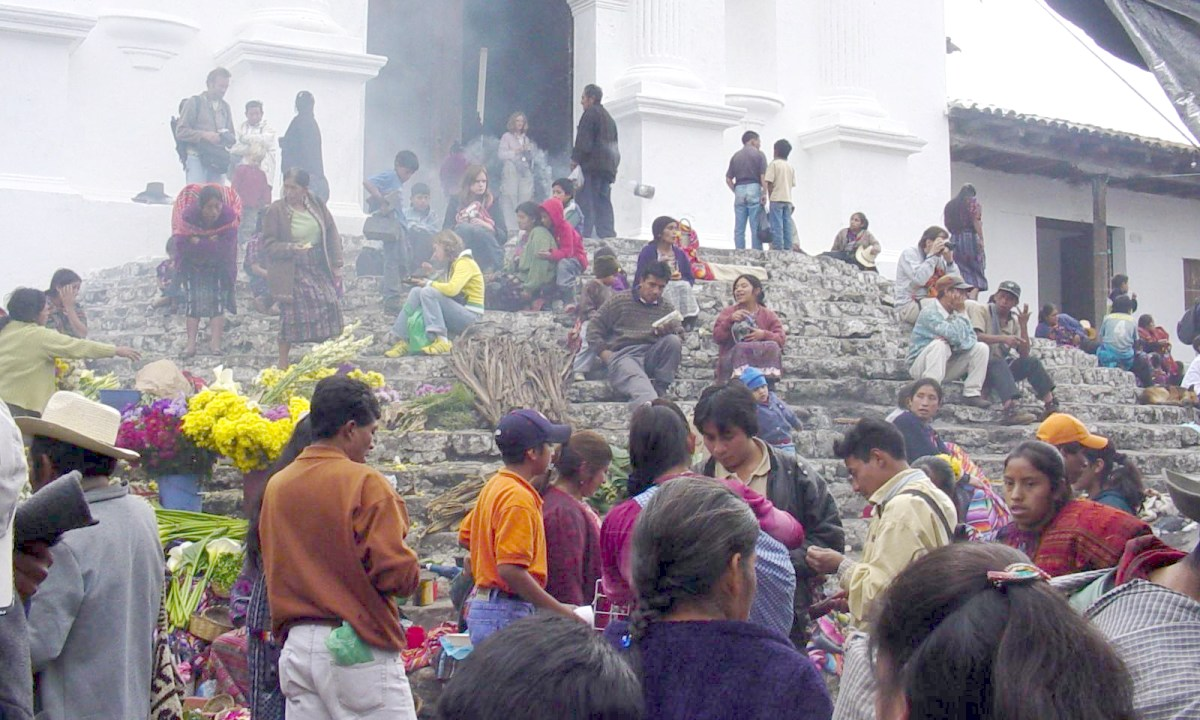
Mercado de Chichicastenango

Chichicastenango é uma cidade da Guatemala do departamento de El Quiché.
Chichicastenango está localizada numa altitude de 1,965 metros acima do nível do mar. Dista cerca de 140 quilômetros da capital do país.